# Хрватска на Европском првенству у атлетици на отвореном 2014.
Хрватска је учествовала на 22. Европском првенству на отвореном 2014 одржаном у Цириху, Швајцарска, од 12. до 17. августа. Ово је седмо Европско првенство на отвореном од 1991. године од када Хрватска учествује самостално под овим именом.
На првенству у Цириху Хрватску је прествљао је 21. спортиста (9 мушкараца и 12 жена) који су се такмичили у 11 дисциплина.
Најуспешнија је поново бацачица диска Сандра Перковић која је одбранила титулу првакиње Европе, освојену на прошлом Европском првенству 2012. у Хелсинкиу. Од осталих бронзану медаљу освијила је Ана Шимић у скоку увис, а маратонка Лиса Кристина Немец и бацач кугле Стипе Жунић пласирали су се на четврто место.
У укупном пласману Хрватска са две освојене медаље Хрватска је делила са Финском и Мађарском 13. место. У женској конкуренцији је делила 11 место, са Чешком.
У табели успешности (према броју и пласману такмичара који су учествовали у финалним такмичењима (првих 8 такмичара)) Хрватска је са четири учесника у финалу заузела 15 место са 24 бода, од 34 земље које су имале представнике у финалу. На првенству је учествовало 50 земаља чланица ЕАА.

## Освајачи медаља

### Злато
- Сандра Перковић — бацање диска

### Бронза
- Ана Шимић — скок увис

## Учесници
| Бр. | Дисциплина    | Мушкарци                                                      | Жене                                                          | Укупно |
| --- | ------------- | ------------------------------------------------------------- | ------------------------------------------------------------- | ------ |
| 1.  | 400 м         | Жељко Винцек Матео Ружић                                      |                                                               | 2      |
| 2.  | маратон       | -                                                             | Лиса Кристина Немец                                           | 1      |
| 3.  | 100 м препоне |                                                               | Ивана Лончарек                                                | 1      |
| 4.  | 400 м препоне | Јан Елој Сењарић                                              |                                                               | 1      |
| 5.  | 4 х 100 м     | -                                                             | Ивана Лончарек², Ника Жупа, Луција Покос, Кристина Дудек      | 4      |
| 6.  | 4 х 400 м     | Сташа Врховец, Матео Ковачић, Јан Елој Сењарић², Матео Ружић² | Дора Филиповић, Марија Хижман, Луција Покос², Кристина Дудек² | 8      |
| 7.  | Скок увис     | -                                                             | Бланка Влашић Ана Шимић                                       | 2      |
| 8.  | Скок удаљ     | Дино Перван                                                   | -                                                             | 1      |
| 9.  | Бацање кугле  | Стипе Жунић Марин Премеру                                     | Валентина Музарић                                             | 3      |
| 10. | Бацање диска  | Роланд Варга                                                  | Сандра Перковић                                               | 2      |
| 11. | Бацање копља  |                                                               | Сара Колар                                                    | 1      |
|     | Укупно (11)   | 9                                                             | 12                                                            | 21     |

## Резултати

### Мушкарци
| Атлетичар                                                | Дисциплина    | Лични рекорд | Квалификације | Квалификације | Полуфинале           | Полуфинале           | Финале                | Финале       | Детаљи |
| Атлетичар                                                | Дисциплина    | Лични рекорд | Резултат      | Место         | Резултат             | Место                | Резултат              | Место        | Детаљи |
| -------------------------------------------------------- | ------------- | ------------ | ------------- | ------------- | -------------------- | -------------------- | --------------------- | ------------ | ------ |
| Матео Ружић                                              | 400 м         | 46,30        | 47,06         | 8 у гр. 1     | Није се квалификовао | Није се квалификовао | Није се квалификовао  | 36 / 40      | [ 1 ]  |
| Жељко Винцек                                             | 400 м         | 45,69        | 48,32         | 8 у гр. 2     | Није се квалификовао | Није се квалификовао | Није се квалификовао  | 38 / 40      | [ 1 ]  |
| Јан Елој Сењарић                                         | 400 м препоне | 50,88        | 52,14         | 7 у гр. 3     | Није се квалификовао | Није се квалификовао | Није се квалификовао  | 33 / 36      | [ 2 ]  |
| Ивана Лончарек², Ника Жупа, Луција Покос, Кристина Дудек | 4 х 400 м     | 3:05,42 НР   | 52,14         | 8. у гр. 2    |                      |                      | Нису се квалификовали | 15 / 15 (16) | [ 3 ]  |
| Дино Перван                                              | скок удаљ     | 7,95         | 7,53          | 14 у гр. Б    | Није се квалификовао | 24 / 29 (30)         | [ 4 ]                 |              |        |
| Стипе Жунић                                              | бацање кугле  | 20,60        | 19,94         | 4 у гр. А кв  | 20,68 ЛР             | 4 / 23               | [ 5 ]                 |              |        |
| Марин Премеру                                            | бацање кугле  | 20,59        | 19,55         | 9 у гр. Б     | Није се квалификовао | 16 / 13              | [ 6 ]                 |              |        |
| Роланд Варга                                             | бацање диска  | 67,38        | 59,94         | 10 у гр. А    | Није се квалификовао | 18 / 26 (30)         | [ 7 ]                 |              |        |

- Такмичари штафете означени бројем су учествовали и у појединачним дисциплинама

### Жене
| Атлетичарка                                                   | Дисциплина    | Лични рекорд | Квалификације   | Квалификације   | Полуфинале            | Полуфинале            | Финале                | Финале       | Детаљи |
| Атлетичарка                                                   | Дисциплина    | Лични рекорд | Резултат        | Место           | Резултат              | Место                 | Резултат              | Место        | Детаљи |
| ------------------------------------------------------------- | ------------- | ------------ | --------------- | --------------- | --------------------- | --------------------- | --------------------- | ------------ | ------ |
| Лиса Кристина Немец                                           | маратон       | 2:25,44 НР   |                 |                 |                       |                       | 2:28:36               | 4 / 48 (53)  | [ 8 ]  |
| Ивана Лончарек                                                | 100 м препоне | 13,18 НР     | 13,25           | 7 у гр. 2       | Није се квалификовала | Није се квалификовала | Није се квалификовала | 23 / 30 (31) | [ 9 ]  |
| Ивана Лончарек², Ника Жупа, Луција Покос, Кристина Дудек      | 4 х 100 м     | 45,14 НР     | 52,14           | 8. у гр. 2      |                       |                       | Нису се квалификовале | 15 / 15 (16) | [ 10 ] |
| Дора Филиповић, Марија Хижман, Луција Покос², Кристина Дудек² | 4 х 400 м     | 3:34,44 НР   | 3:42,96         | 8. у гр. 2      | 15 / 16               | [ 11 ]                | Нису се квалификовале |              |        |
| Бланка Влашић                                                 | скок увис     | 2,08 НР      | Није стартовала | Није стартовала | Није се квалификовала | Није се квалификовала | [ 12 ]                |              |        |
| Ана Шимић                                                     | скок увис     | 1,98         | 1,89            | 5. у гр. А кв   | 1,99 ЛР               |                       | [ 13 ]                |              |        |
| Валентина Мужарић                                             | бацање кугле  | 17,52        | 16,27           | 13.             | Није се квалификовала | 13 / 16               | [ 14 ]                |              |        |
| Сандра Перковић                                               | бацање диска  | 70,52 НР     | 63,93           | 1. у гр. Б      | 71,08 НР, СРС         |                       | [ 15 ]                |              |        |
| Сара Колар                                                    | бацање копља  | 57,79 НР     | 52,51           | 10. у гр. А     | Није се квалификовала | 21 / 22               | [ 16 ]                |              |        |

- Такмичарке штафете означене бројем су учествовале у још неким дисциплинама